# Cerchezii din România

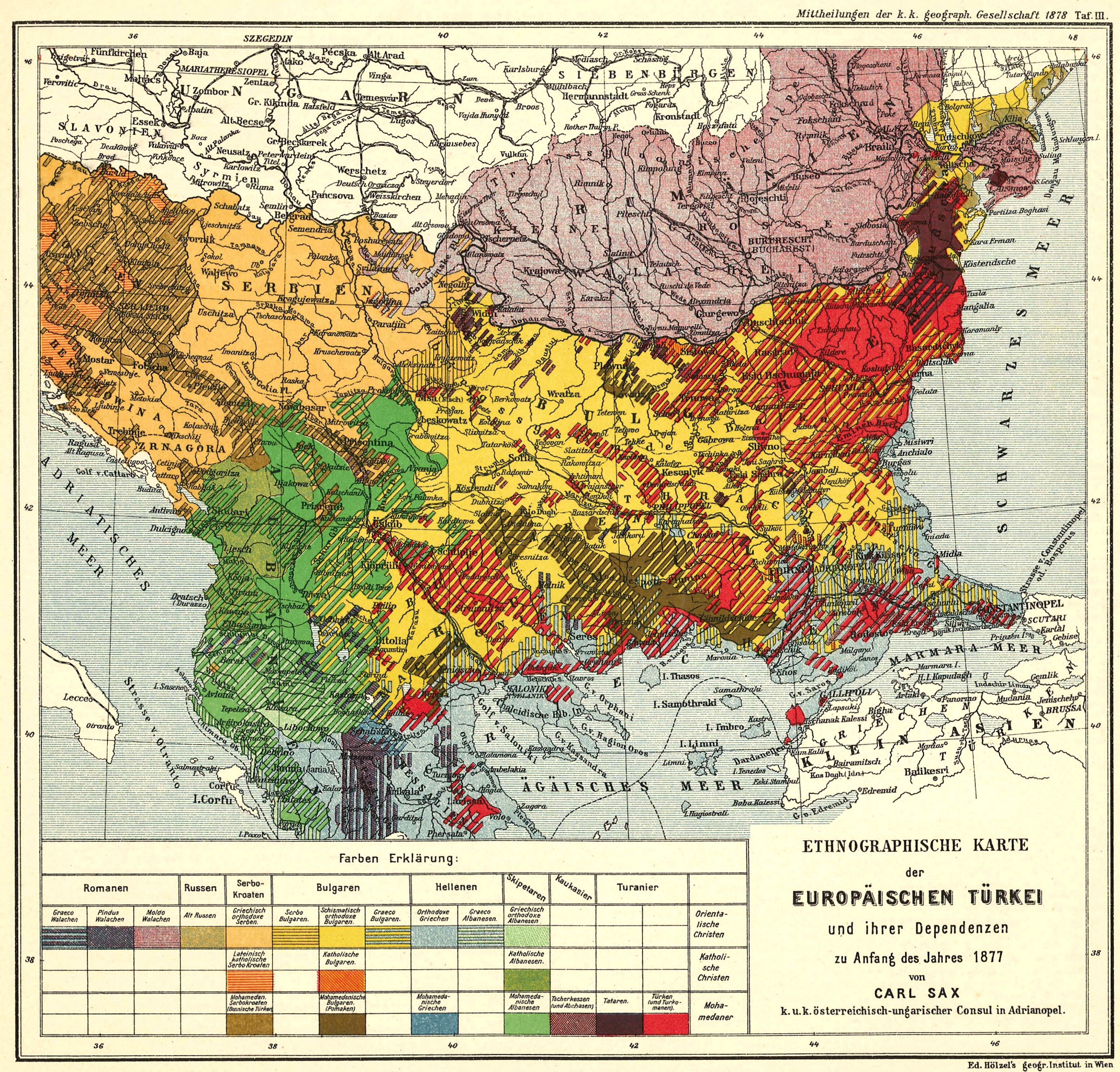
Harta etnică a Peninsulei Balcanice din 1877 întocmită de Carl Sax. Sunt înregistrate și arealele populate de cerchezi.

Cerchezii sunt o populație originară din Caucaz, vorbitori ai limbii cercheze, o limbă caucaziană. Din punct de vedere religios ei sunt predominant musulmani (din sec. 15), existând și mici grupuri de creștini ortodocși.

## Istoric
Mici populații de cerchezi au trăit în Dobrogea încă din sec. XVII-XVIII. După 1864, ca o consecință a Războiului Ruso-Caucazian, aproximativ 500.000 de caucazieni (din care predominau cerchezii, abhazii și cecenii) au fost nevoiți să-și părăsească patria pentru a scăpa de subjugarea la care urmau să fie supuși de administrația rusă. Refugiații s-au stabilit în Imperiul Otoman. 150.000-200.000 de cerchezi au fost colonizați în Balcani, dintre care 10.000 în Dobrogea care făcea parte la vremea accea din acest imperiu. Au fost împropietăriți cu terenurile care le-au aparținut bulgarilor și găgăuzilor care au emigrat în sudul Basarabiei. Cele mai mari concentrări cercheze au fost în satele Slava Cercheză (500 de familii), Horia, Turda, Băltăgești, Subași (la sud de Rasova), Ortachioi, Bașchioi, Isaccea și Mihai Bravu. 
Șederea cerchezilor în Dobrogea nu a fost însă de durată lungă deoarece după încorporarea Dobrogei în România (1878) populația cercheză împreună cu o parte a populației de tătari au părăsit Dobrogea pentru a se așeza în alte zone ale Imperiului Otoman. Exodul cerchezilor din Dobrogea face parte din evacuarea generală a acestei populații din Peninsula Balcanică ca o consecință a jafurilor și abuzurilor comise de aceștia în războiul din 1877. Aproximativ 40.000 de cerchezi și tătari au părăsit Dobrogea. Oieritul era principala ocupație a acestor populații, iar exodul lor a dus în această zonă la scăderea efectivului de ovine de la 2 milioane la 500.000.

## Situația de azi
Prezența unei populații cercheze în Dobrogea nu a mai fost consemnată începând cu secolul XX, deoarece cea mai mare parte a acestei populații a părăsit regiunea, restul fiind asimilat de tătari și turci. În România există numele de familie "Cerchez" și "Cerkez". De asemenea, localitățile Slava Cercheză și Cerchezu își au denumirea de la această populație care a trăit odinioară pe meleagurile dobrogene.